# Риба лоцман
Рибите лоцмани (Naucrates ductor) са вид актиноптери от семейство Сафридови (Carangidae).
Те са незастрашен вид.
Таксонът е описан за пръв път от Карл Линей през 1758 година.